# 愛知県道280号豊丘豊浜線
愛知県道280号豊丘豊浜線（あいちけんどう280ごう とよおかとよはません）は、愛知県知多郡美浜町豊丘と同郡南知多町豊浜を結ぶ県道である。

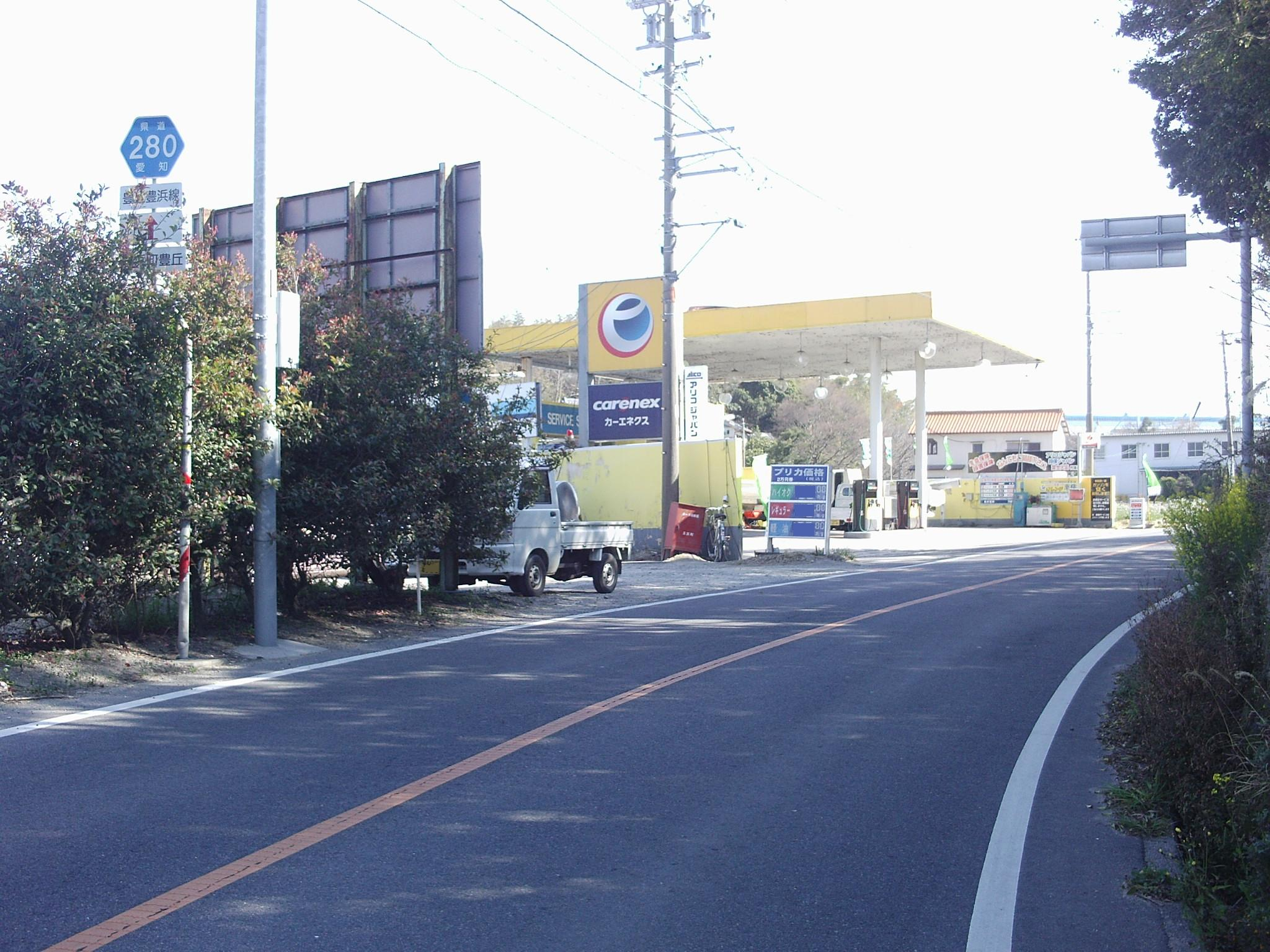
豊丘（起点側）

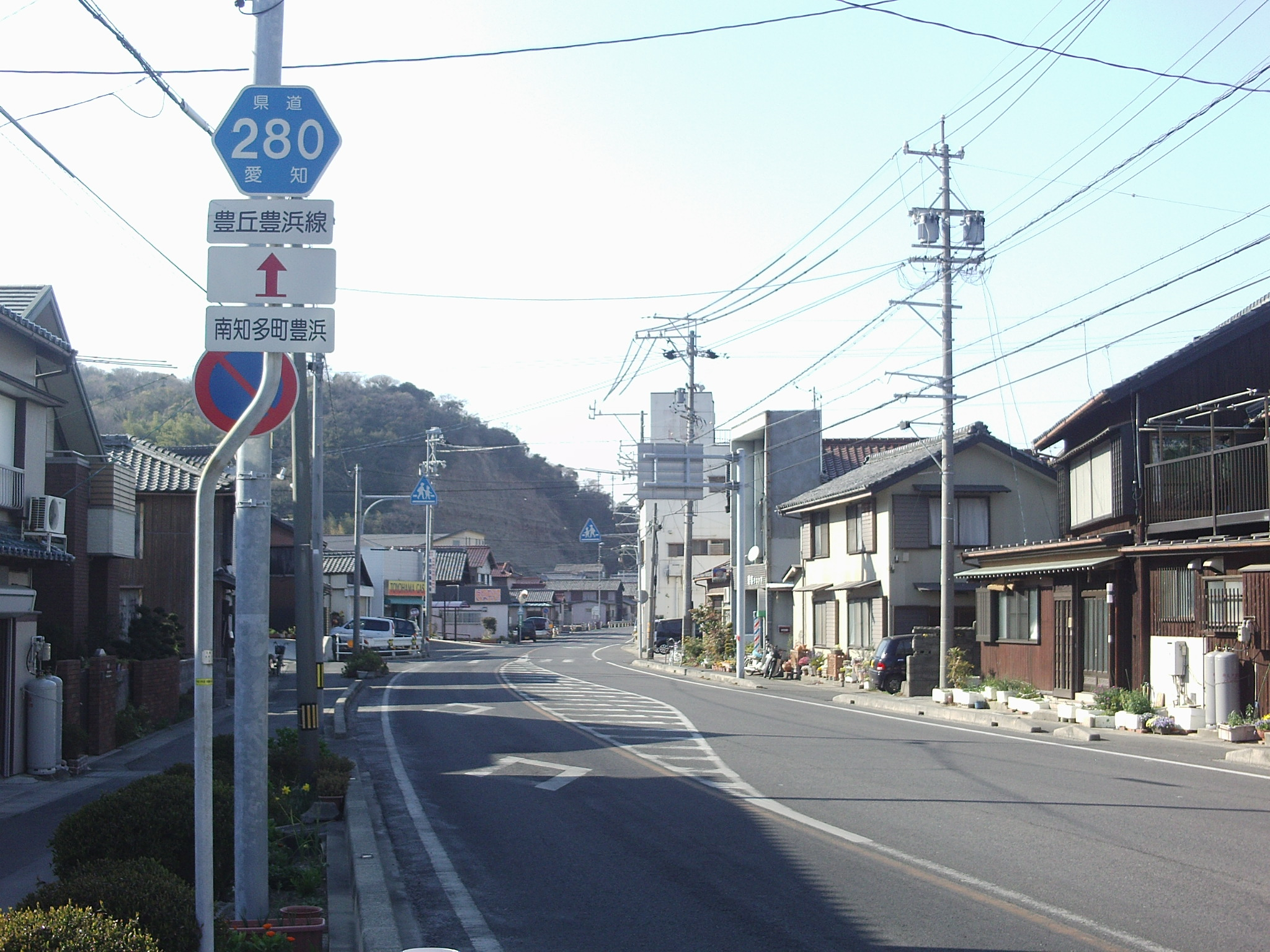
豊浜（終点側）

## 概要
国道247号より分かれて内陸へ入り、南知多道路の終点豊丘ICに接続する。その後南知多町役場前を経由して再び国道247号に接続する。沿線に鯛まつり広場という土産物屋がある。なお、豊丘という地名は美浜町にも南知多町にもあるが、起点は美浜町の方で、南知多町の方は途中の通過地点になっている。

### 路線データ
- 起点：知多郡美浜町豊丘
- 終点：知多郡南知多町豊浜

## 沿革
- 1959年12月15日：認定

## 通過する自治体
- 愛知県
  - 知多郡美浜町 - 知多郡南知多町

## 接続する道路
- 国道247号（豊浜交差点、矢梨交差点）
- 愛知県道276号奥田内福寺南知多線（南知多役場西交差点）
- 南知多道路（愛知県道7号半田南知多公園線）（豊丘交差点（半田方面）、豊丘南交差点（師崎方面））

## 沿線
- 南知多道路 豊丘IC
- 南知多町役場